# زلکا ماندلا
زلکا ماندلا (انگلیسی: Zoleka Mandela) زاده ۱۹۸۰، یک نویسنده، کنشگری و نوه نلسون ماندلا است. او در مورد اعتیادش، مرگ دخترش و سرطان پستان خودش نوشته است.
او در ۲۰۱۶ در فهرست ۱۰۰ زن بی‌بی‌سی قرار گرفت.